# Amegilla puttalama
Amegilla puttalama är en biart som först beskrevs av Embrik Strand 1913.  Amegilla puttalama ingår i släktet Amegilla och familjen långtungebin. Inga underarter finns listade i Catalogue of Life.